# Međuopćinska nogometna liga Karlovac – Kutina – Sisak 1972./73.

Međuopćinska nogometna liga Karlovac – Kutina – Sisak (također kao Međupodsavezna nogometna liga Sisak – Karlovac – Kutina) za sezonu 1972./73. je bila liga četvrtog stupnja nogometnog prvenstva Jugoslavie. 
 
Sudjelovalo je 14 klubova, a prvak je bio klub "Gavrilović iz Petrinje. 

## Ljestvica
| mj. | klub                           | ut. | pob. | ner. | por. | gol+ | gol- | bod |
| --- | ------------------------------ | --- | ---- | ---- | ---- | ---- | ---- | --- |
| 1.  | Gavrilović Petrinja            | 26  | 14   | 10   | 2    | 61   | 26   | 38  |
| 2.  | Galdovo Sisak                  | 26  | 15   | 8    | 3    | 57   | 32   | 38  |
| 3.  | Banija Glina                   | 26  | 16   | 4    | 6    | 78   | 37   | 36  |
| 4.  | INA Sisak                      | 26  | 12   | 6    | 8    | 75   | 53   | 30  |
| 5.  | Duga Resa                      | 26  | 11   | 8    | 7    | 53   | 36   | 30  |
| 6.  | Moslavina Kutina               | 26  | 13   | 3    | 10   | 58   | 53   | 29  |
| 7.  | Jedinstvo Ogulin               | 26  | 9    | 10   | 7    | 45   | 30   | 28  |
| 8.  | Sloga Novoselec                | 26  | 10   | 6    | 10   | 48   | 52   | 26  |
| 9.  | Krajišnik Velika Kladuša       | 26  | 8    | 7    | 11   | 56   | 73   | 23  |
| 10. | Borac (Novo Selo – Sisak)      | 26  | 10   | 1    | 15   | 53   | 62   | 21  |
| 11. | Ivanić (Ivanić-Grad)           | 26  | 6    | 8    | 12   | 46   | 53   | 20  |
| 12. | Željezničar Sunja              | 26  | 7    | 5    | 14   | 40   | 58   | 19  |
| 13. | Zadrugar (Mostanje – Karlovac) | 26  | 8    | 3    | 15   | 40   | 64   | 19  |
| 14. | Pakrac                         | 26  | 2    | 3    | 21   | 26   | 89   | 7   |

- "Krajišnik" iz Velike Kladuše – klub iz Bosne i Hercegovine

## Rezultatska križaljka
| kratica | klub                           | BAN | BOR | DUR | GAL | GAV | INA | IVA | JED | KRA | MOS | PAK | SLO | ZAD | ŽELJ |
| --- | ------------------------------ | --- | --- | --- | --- | --- | --- | --- | --- | --- | --- | --- | --- | --- | ---- |
| BAN | Banija Glina                   |     |     |     |     |     |     |     |     |     |     |     |     |     |      |
| BOR | Borac (Novo Selo – Sisak)      |     |     |     |     |     |     |     |     |     |     |     |     |     |      |
| DUR | Duga Resa                      |     |     |     |     |     |     |     |     |     |     |     |     |     |      |
| GAL | Galdovo Sisak                  |     |     |     |     |     |     |     |     |     |     |     |     |     |      |
| GAV | Gavrilović Petrinja            |     |     |     |     |     |     |     |     |     |     |     |     |     |      |
| INA | INA Sisak                      |     |     |     |     |     |     |     |     |     |     |     |     |     |      |
| IVA | Ivanić (Ivanić-Grad)           |     |     |     |     |     |     |     |     |     |     |     |     |     |      |
| JED | Jedinstvo Ogulin               |     |     |     |     |     |     |     |     |     |     |     |     |     |      |
| KRA | Krajišnik Velika Kladuša       |     |     |     |     |     |     |     |     |     |     |     |     |     |      |
| MOS | Moslavina Kutina               |     |     |     |     |     |     |     |     |     |     |     |     |     |      |
| PAK | Pakrac                         |     |     |     |     |     |     |     |     |     |     |     |     |     |      |
| SLO | Sloga Novoselec                |     |     |     |     |     |     |     |     |     |     |     |     |     |      |
| ZAD | Zadrugar (Mostanje – Karlovac) |     |     |     |     |     |     |     |     |     |     |     |     |     |      |
| ŽELJ | Željezničar Sunja              |     |     |     |     |     |     |     |     |     |     |     |     |     |      |
| |                                |     |     |     |     |     |     |     |     |     |     |     |     |     |      |
| podebljan rezultat - utakmice od 1. do 13. kola (1. utakmica između klubova) rezultat normalne debljine - utakmice od 14. do 26. kola (2. utakmica između klubova) rezultat nakošen - nije vidljiv redoslijed odigravanja međusobnih utakmica iz dostupnih izvora rezultat smanjen * - iz dostupnih izvora nije uočljiv domaćin susreta prekrižen rezultat - poništena ili brisana utakmica p - utakmica prekinuta 3:0 p.f. / 0:3 p.f. - rezultat 3:0 bez borbe |                                |     |     |     |     |     |     |     |     |     |     |     |     |     |      |

 Izvori: